# David Frischmann

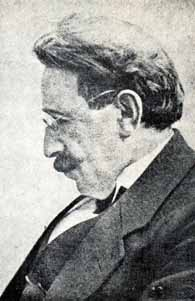
David Frischmann, Fotografie (ohne Jahr)

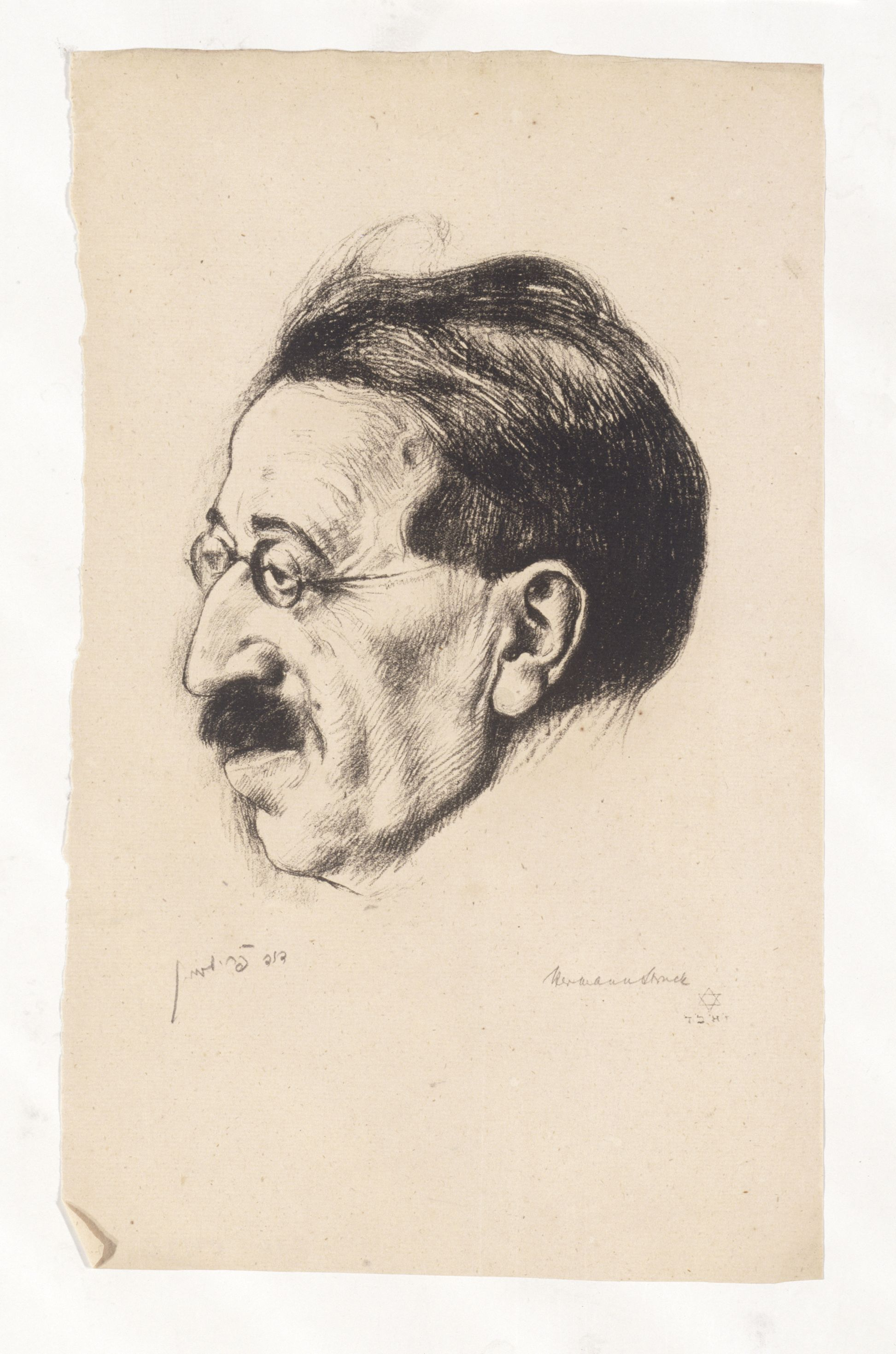
Hermann Struck: David Frischmann (ohne Jahr)

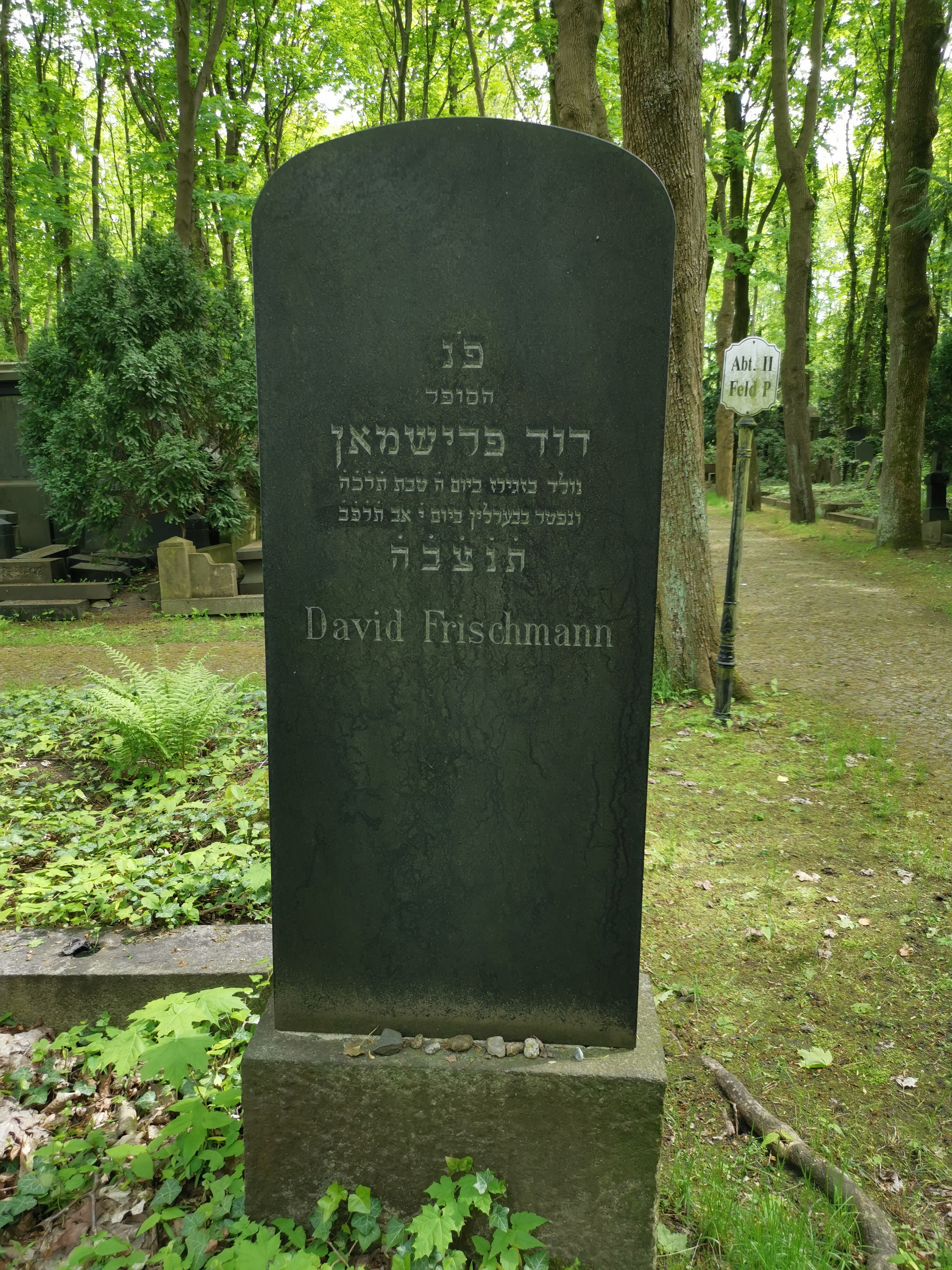
Grab auf dem Jüdischen Friedhof Berlin-Weißensee, Feld P 2

David Frischmann (auch David Frishman; * 1859 in Zgierz, Russisches Kaiserreich; † 4. August 1922 in Berlin) war ein jüdischer Schriftsteller, Lyriker, Essayist, Literaturkritiker und Übersetzer von Schöner Literatur, der vorwiegend auf Hebräisch schrieb.

## Leben
Frischmann stammte aus einer wohlhabenden jüdischen Familie in der zentralpolnischen Industriestadt Zgierz und besuchte dort die Schule an der Synagoge, wo er Hebräisch lernte, danach die städtische Realschule, wo er sich dem Studium der Humaniora und der deutschen Sprache widmete. Zwischen 1890 und 1895 war er an der Universität Breslau immatrikuliert, wo er Seminare in Philologie, Philosophie und Kunstgeschichte besuchte und mit Micha Josef Berdyczewski befreundet war. Von 1895 bis 1910 wohnte er in Warschau und war dort vor allem als Übersetzer deutscher, russischer und englischer Literatur ins Hebräische tätig. Gleichzeitig arbeitete er als jiddischer Publizist für die Warschauer jüdischen Zeitungen Hoys-Fraynd, Der Yud, Fraynd und eine Łódźer Zeitschrift. In den Jahren 1911 und 1912 besuchte er Palästina; die dort gesammelten Eindrücke trugen dazu bei, dass er an die Zukunft des Hebräischen als eine Alltags-, nicht nur religiöse Sprache, zu glauben begann, obwohl er in seinem Schrifttum dem klassischen biblischen Hebräisch sein Leben lang treu blieb.
Im Juli des Jahres 1914 verweilte Frischmann in Berlin und wurde nach dem Ausbruch des Ersten Weltkrieges als feindlicher (russischer) Untertan interniert. Nach ein paar Monaten wurde ihm die Rückkehr nach Polen gestattet; er ging nach Warschau zurück und wurde, als die deutschen Truppen 1915 heranrückten, nach Odessa deportiert (seine vielen deutschen Kontakte machten ihn verdächtig in den Augen der russischen Behörden). In Odessa war er Mitarbeiter der jiddischen Zeitschrift Undzer Lebn und schuf dort während der zwei Jahre bis 1917 seine schönste Lyrik und meisterhafte Übersetzungen der Werke von Rabindranath Tagore, Goethe, Heine, Byron, Oscar Wilde und Anatole France. Nach der Februarrevolution 1917 zog er nach Moskau, wo er Vorstandsvorsitzender des großen jüdischen Verlags A. J. Stybel wurde. Hier setzte er seine literarische und übersetzerische Tätigkeit fort. Im Jahre 1919 wurde der Verlag von den Bolschewiki geschlossen und in Warschau neu gegründet. Frischmann arbeitete hier weiter als hauptverantwortlicher Herausgeber und betrieb dabei publizistische Tätigkeit mit seinen Neuen Briefen, die Literatur betreffend. Seine letzte Arbeit war die Übersetzung des Coriolanus von Shakespeare ins Hebräische, die postum erschien.
Schwer krank, begab sich Frischmann im Jahre 1922 nach Berlin, um behandelt zu werden, starb dort und wurde dort begraben.

## Literarische Tätigkeit
David Frischmann debütierte als 15-jähriger Knabe mit einer Übersetzung des Don Ramiro von Heinrich Heine ins Hebräische, einer Kurzgeschichte und einigen Satiren in Warschauer jüdischen Zeitschriften und wurde schon 1874 als „leuchtender Stern, der auf unserem literarischen Himmel aufstieg – neben Heine und Börne im Deutschen Frischmann im Hebräischen“ gefeiert. In den 80er Jahren des 19. Jahrhunderts verfasste Frischmann mehrere Sammlungen von Novellen und Kurzgeschichten, die sich vor allem mit dem Problem des Außenseitertums beschäftigten: Die Protagonisten sind Juden, die mit den Sitten und Gebräuchen der jüdischen Gesellschaft brechen und dadurch ausgestoßen werden oder zugrunde gehen (z. B. ein berühmter Rabbi, der leidenschaftlicher Raucher ist, dadurch die Sabbat-Gesetze bricht und exkommuniziert wird). Frischmanns Sympathie gehört immer diesen Schwachen und Ausgestoßenen. Er schrieb nicht nur in hebräischer und jiddischer, sondern auch in deutscher Sprache (viele Kurzgeschichten in der Leipziger Zeitschrift Salon, 1885).
Als Literaturkritiker hatte Frischmann oft eine geißelnde Zunge, besonders in der Essaysammlung Tohu va-Vohu 1883, wo er den hebräischen literarischen Journalismus seiner Zeit verspottet aufgrund dessen Inkompetenz und Provinzialismus. Er war auch als Publizist tätig und veröffentlichte u. a. eine Eulogie auf Theodor Herzl und eine enthusiastische Besprechung der Tagebücher von Ferdinand Lassalle und der Briefe von Rosa Luxemburg.
Als Übersetzer schuf Frischmann sprachlich meisterhafte Übertragungen u. a. der Kindermärchen von Hans Christian Andersen, ausgewählter Gedichte von Alexander Puschkin, des Cain von Byron und des Also sprach Zarathustra von Friedrich Nietzsche, und, am Ende seines Lebens, der Gedichte von Rabindranath Tagore.
Als Verleger und Herausgeber literarischer Zeitschriften war er vor allem ab etwa 1900 tätig, in Vilnius bei der Tageszeitung Ha-Zeman und in Warschau bei Ha-Boker, schließlich, wie oben erwähnt, in Moskau und am Ende des Lebens wieder in Warschau.

## Werke
- Ketavim Nivharim (Ausgewählte Werke in hebräischer Sprache), 1–4, Warschau und Petrikau 1899–1905;
- Kol Kitvei David Frischmann u-Mivhar Tirgumav, (Gesammelte Werke (hebr.) und eine Auswahl seiner Artikel), 1–16, Warschau 1922;
- Werke (in jiddischer Sprache), 1–4, Łódź 1909;
- Tirgumim, (Gesammelte Übersetzungen), Jerusalem 1954.